# Jüdische Gemeinde Alzey
Die jüdische Gemeinde Alzey in Alzey bestand vom 14. Jahrhundert bis 1938. Die jüdische Gemeinde war von 1842 bis 1933 Rabbinatssitz.

## Geschichte
Erste Erwähnungen von auf dem Gebiet von Alzey lebenden Juden reichen in das 14. Jahrhundert zurück. Die erste urkundliche Erwähnung datiert auf das Jahr 1305. Die Pestpogrome 1348/49 führten dazu, dass bis ca. 1377 keine Juden mehr in Alzey lebten. 1390 erließ Pfalzgraf und Kurfürst Rupprecht II. ein Dekret zur Vertreibung aller Juden aus der Kurpfalz, wodurch auch die wenigen Juden, die sich seit 1377 wieder in Alzey angesiedelt hatten, den Ort wieder verlassen mussten. Danach werden erst wieder 1550 in Alzey lebende Juden genannt. Ab 1710 nahm die Zahl der Mitglieder der jüdischen Gemeinde immer mehr zu und erreichte im Jahr 1855 ihren höchsten Stand. Zu diesem Zeitpunkt zählte die jüdische Gemeinde 364 Mitglieder. Ab diesem Zeitpunkt nahm die Zahl der Gemeindemitglieder langsam wieder ab. Insbesondere ab ca. 1860 setzte eine Abwanderungswelle in die Vereinigten Staaten und in die großen Städte ein. Von 1842 bis 1933 war Alzey Rabbinatssitz. Rabbiner waren in dieser Zeit:
- Samuel Adler (1842 bis 1857)
- David Rothschild  (nach vier Jahren Vakanz 1861 bis 1891)
- Joseph Levi (1891 bis 1904)
- Julius Lewit  (1905 bis 1933)

Die Mitglieder der jüdischen Gemeinde führten Geschäfte in unterschiedlichen Bereichen von Handwerk und Handel. Daneben waren drei Mitglieder der jüdischen Gemeinde als Anwälte und ein Mitglied als Arzt in Alzey tätig. Das in Alzey ansässige Volksschullehrerseminar verfügte über eine eigene jüdische Abteilung. Dort wurden Volksschullehrer für ganz Deutschland ausgebildet. Wie weit die jüdische Gemeinde in Alzey integriert und akzeptiert war, zeigen die folgenden Beispiele: Im Jahr 1920 war Ferdinand Werner zu einer Veranstaltung in Alzey eingetroffen. Als Werner gegen die Juden agitieren wollte, verließen die anwesenden Bürger die Versammlung. Dabei kam es zu Handgreiflichkeiten, bei denen Werner und einer seiner Begleiter verletzt wurden. Ebenso bezeichnend ist, dass noch kurz vor der Machtergreifung Adolf Hitlers der Kaufmannsverein Alzey ein Flugblatt mit dem Text Deutscher Christ, hör und bedenke, Kauf nie beim Juden Christgeschenke! verbieten ließ. Ab 1933, nach der Machtergreifung Adolf Hitlers, wurden die jüdischen Einwohner immer mehr entrechtet. Zudem kam es immer wieder zu antijüdischen Aktionen. Dies hatte zur Folge, dass viele jüdische Einwohner Alzey verließen. Bei den Novemberpogromen 1938 wurden die Synagoge, der zwischenzeitlich genutzte Betraum sowie Geschäfte und Wohnungen von jüdischen Gemeindemitgliedern durch Mitglieder der SA, der SS sowie der örtlichen HJ zerstört. 15 männliche Mitglieder der jüdischen Gemeinde wurden von der Gestapo verhaftet und für einige Wochen in das KZ Buchenwald gebracht. Die letzten jüdischen Einwohner wurden 1943 deportiert.

### Entwicklung der jüdischen Einwohnerzahl
| Jahr | Juden | Jüdische Familien | Bemerkung                   |
| ---- | ----- | ----------------- | --------------------------- |
| 1391 |       | 4                 |                             |
| 1560 |       | 40                | Im gesamten Amt Alzey       |
| 1710 |       | 9                 |                             |
| 1743 |       | 11                |                             |
| 1781 |       | 21                |                             |
| 1800 | 139   |                   |                             |
| 1804 | 137   |                   |                             |
| 1807 |       | 30                |                             |
| 1824 | 237   |                   |                             |
| 1834 | 285   |                   |                             |
| 1855 | 364   |                   | 6,5 Prozent der Bevölkerung |
| 1864 | 288   |                   |                             |
| 1871 | 323   |                   |                             |
| 1880 | 331   |                   |                             |
| 1900 | 314   |                   |                             |
| 1910 | 310   |                   |                             |
| 1925 | 237   |                   |                             |
| 1933 | 197   |                   |                             |
| 1937 | 110   |                   |                             |
| 1938 | 85    |                   |                             |
| 1939 | 76    |                   |                             |
| 1940 | 46    |                   |                             |

Quelle: alemannia-judaica.de; jüdische-gemeinden.de

## Einrichtungen

### Synagoge
Die Synagoge in Alzey wurde zwischen 1853 und 1854 in der Augustinerstraße 9 erbaut. Sie wurde bis 1935 genutzt und dann aufgegeben. Bei den Novemberpogromen 1938 wurde die Synagoge zerstört. Nach mehreren Verkäufen des Grundstückes mit den Resten der Synagoge, wurden diese 1955 endgültig abgebrochen.

### Friedhof
Bis 1685 wurden die Toten dem vermutlich in Worms beigesetzt. Der 1685 angelegte Friedhof in Alzey wurde bis ca. 1810 genutzt. Ab dann wurden die Toten auf dem 1810 neu errichteten jüdischen Friedhof  beigesetzt.

### Schule
Die jüdische Gemeinde verfügte bis 1920 über eine eigene Volksschule.

## Vereine und Stiftungen
Die Mitglieder der jüdischen Gemeinde unterhielten verschiedene Vereine und Stiftungen in Alzey. Dies waren im Einzelnen:
- Der Israelitischen Armenverein
- Der Israelitischen Frauenverein
- Der Jüdischer Jugendverein
- Die Ortsgruppe des Reichsbund jüdischer Frontsoldaten
- Die Ortsgruppe des Central-Vereins (CV)
- Die Alfred Koch-Stiftung (Unterstützung junger Kaufleute)
- Die Abraham Koch-Stiftung (Unterstützung von Armen)
- Die Lina Koch-Stiftung (Unterstützung von Armen)

## Opfer des Holocaust
Das Gedenkbuch – Opfer der Verfolgung der Juden unter der nationalsozialistischen Gewaltherrschaft 1933–1945 und die Zentrale Datenbank der Namen der Holocaustopfer von Yad Vashem führen 105 Mitglieder der jüdischen Gemeinschaft Alzey (die dort geboren wurden oder zeitweise lebten) auf, die während der Zeit des Nationalsozialismus ermordet wurden.

## Gedenken

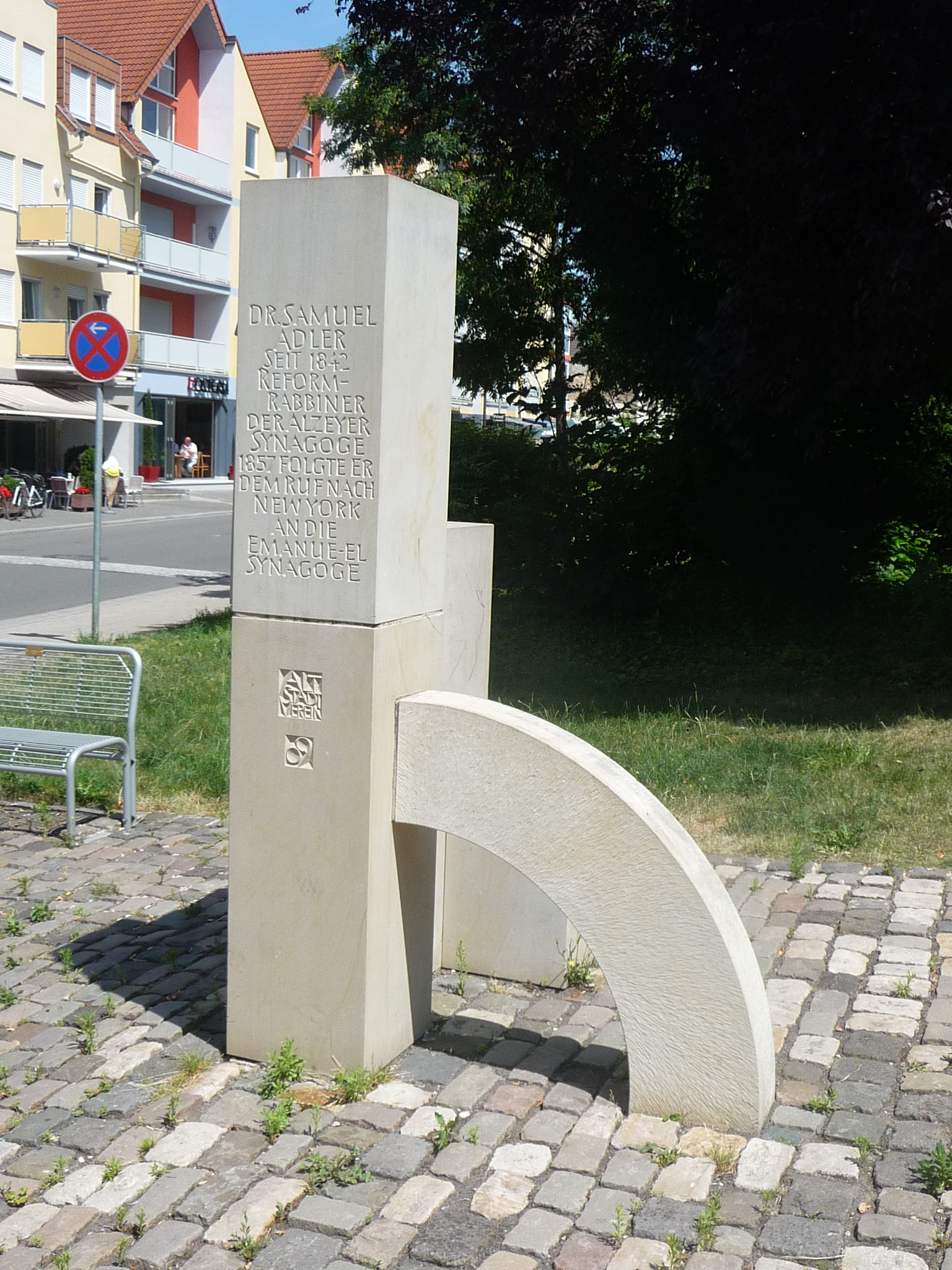
Denkmal für die alte Synagoge (Nutzung 1791 bis 1854) in der Spießgasse mit Gedenkinschrift für den Rabbiner Samuel Adler

Bereits 1966 wurde an einer Mauer am ehemaligen Standort in der Augustinerstraße 9 eine Gedenktafel zur Erinnerung an die Synagoge angebracht. Die Inschrift lautet:
HIER STAND DIE 1854 ER=

BAUTE, 1938 ZERSTÖRTE

=====SYNAGOGE=====

ZUM GEDENKEN UNSERER

JÜDISCHEN MITBÜRGER
Heute befindet sich hier die Gedenkstätte am Synagogenplatz. Neben der Gedenktafel von 1966 ist eine weitere Gedenktafel für die während der des Nationalsozialismus ermordeten oder vertriebenen Mitgliedern der jüdischen Gemeinde angebracht. Darunter befinden sich drei Gedenktafeln mit deren Namen. Die Inschrift der Gedenktafel lautet:
ZUR ERINNERUNG AN UNSERE EHEMALIGEN JÜDISCHEN

MITBÜRGERINNEN UND MITBÜRGER, DIE LEBEN UND HEI-

MAT UNTER DEM REGIME DER BARBAREI UND DES RASSEN-

WAHNS UND DER UNMENSCHLICHKEIT VERLOREN. 

DAS VERGESSENWOLLEN VERLÄNGERT DAS EXIL UND

DAS UND DAS GEHEIMNIS DER ERLÖSUNG HEISST ERINNERUNG
Im Jahr 2009 wurde in der Spießgasse (im 18. Und 19. Jahrhundert Zwerchspießgßs) ein Denkmal für die zwischen 1791 und 1854 genutzte Synagoge errichtet: Bei diesem Gebäude handelte es sich um die Vorgängersynagoge der 1854 in der Augustinerstraße 9 errichteten Synagoge. An dem Denkmal erinnert eine Inschrift an den Rabbiner Samuel Adler. Bis 2015 wurden in Alzey 68 Stolpersteine zur Erinnerung an ehemalige jüdische Einwohner verlegt.